# Ил Конте (Болоња)
Ил Конте (итал. Il Conte) је насеље у Италији у округу Болоња, региону Емилија-Ромања.
Према процени из 2011. у насељу је живело 15 становника. Насеље се налази на надморској висини од 20 м.